# Daniel de Morley
Daniel de Morley (nacido c. 1140 – fallecido c. 1210) fue un astrónomo y escolástico inglés.

## Biografía
Daniel de Morley nació en Morley, Norfolk, y estudió en Oxford y en París. Allí se dedicó al estudio de las matemáticas, pero insatisfecho con lo que aprendía marchó a Toledo, España, en busca de las traducciones al árabe de filosofía griega que estaban disponibles para los estudiosos medievales después de la conquista de Toledo por Alfonso VI en 1085.
En España, conoció al famoso traductor Gerardo de Cremona. Pese a que muchos eruditos fueron a Toledo, Daniel de Morley es uno de los pocos de los que se conservaron registros de sus viajes y sus ideas. Volvió a Inglaterra con una valiosa colección de libros y pronto quedó decepcionado con lo que se enseñaba. Puede que pensara en volver a marcharse de Oxford pero allí conoció a John de Oxford, obispo de Norwich, quién lo persuadió para quedarse. Escribió varios libros y tratados sobre la cultura árabe y su pensamiento dedicados a su patrón John de Oxford, quien deseaba que la ciudad fuese un centro de enseñanza de filosofía griega.  
Morley fue autor de una obra con dos nombres diferentes: Philosophia Magistri Danielis de Merlac  o Liber de Naturis inferiorum et superiorum, dedicada a su mentor. En ella cita a menudo a filósofos árabes y griegos. No está libre sin embargo de las supersticiones astrológicas. Lo que se conoce de su vida es lo que él mismo cuenta en el prefacio de esta obra.   